# 1550
Portal Geschichte | Portal Biografien | Aktuelle Ereignisse | Jahreskalender | Tagesartikel

◄ |
15. Jahrhundert |
16. Jahrhundert
| 17. Jahrhundert | ►

◄ |
1520er |
1530er |
1540er |
1550er
| 1560er | 1570er | 1580er | ►

◄◄ |
◄ |
1546 |
1547 |
1548 |
1549 |
1550
| 1551 | 1552 | 1553 | 1554 | ► | ►►
Staatsoberhäupter  · Nekrolog   · Musikjahr
| Januar | Januar | Januar | Januar | Januar | Januar | Januar | Januar |
| Kw     | Mo     | Di     | Mi     | Do     | Fr     | Sa     | So     |
| ------ | ------ | ------ | ------ | ------ | ------ | ------ | ------ |
| 1      |        |        | 1      | 2      | 3      | 4      | 5      |
| 2      | 6      | 7      | 8      | 9      | 10     | 11     | 12     |
| 3      | 13     | 14     | 15     | 16     | 17     | 18     | 19     |
| 4      | 20     | 21     | 22     | 23     | 24     | 25     | 26     |
| 5      | 27     | 28     | 29     | 30     | 31     |        |        |

| Februar | Februar | Februar | Februar | Februar | Februar | Februar | Februar |
| Kw      | Mo      | Di      | Mi      | Do      | Fr      | Sa      | So      |
| ------- | ------- | ------- | ------- | ------- | ------- | ------- | ------- |
| 5       |         |         |         |         |         | 1       | 2       |
| 6       | 3       | 4       | 5       | 6       | 7       | 8       | 9       |
| 7       | 10      | 11      | 12      | 13      | 14      | 15      | 16      |
| 8       | 17      | 18      | 19      | 20      | 21      | 22      | 23      |
| 9       | 24      | 25      | 26      | 27      | 28      |         |         |

| März | März | März | März | März | März | März | März |
| Kw   | Mo   | Di   | Mi   | Do   | Fr   | Sa   | So   |
| ---- | ---- | ---- | ---- | ---- | ---- | ---- | ---- |
| 9    |      |      |      |      |      | 1    | 2    |
| 10   | 3    | 4    | 5    | 6    | 7    | 8    | 9    |
| 11   | 10   | 11   | 12   | 13   | 14   | 15   | 16   |
| 12   | 17   | 18   | 19   | 20   | 21   | 22   | 23   |
| 1    | 24   | 25   | 26   | 27   | 28   | 29   | 30   |
| 14   | 31   |      |      |      |      |      |      |

| April | April | April | April | April | April | April | April |
| Kw    | Mo    | Di    | Mi    | Do    | Fr    | Sa    | So    |
| ----- | ----- | ----- | ----- | ----- | ----- | ----- | ----- |
| 14    |       | 1     | 2     | 3     | 4     | 5     | 6     |
| 15    | 7     | 8     | 9     | 10    | 11    | 12    | 13    |
| 16    | 14    | 15    | 16    | 17    | 18    | 19    | 20    |
| 17    | 21    | 22    | 23    | 24    | 25    | 26    | 27    |
| 18    | 28    | 29    | 30    |       |       |       |       |

| Mai | Mai | Mai | Mai | Mai | Mai | Mai | Mai |
| Kw  | Mo  | Di  | Mi  | Do  | Fr  | Sa  | So  |
| --- | --- | --- | --- | --- | --- | --- | --- |
| 18  |     |     |     | 1   | 2   | 3   | 4   |
| 19  | 5   | 6   | 7   | 8   | 9   | 10  | 11  |
| 20  | 12  | 13  | 14  | 15  | 16  | 17  | 18  |
| 21  | 19  | 20  | 21  | 22  | 23  | 24  | 25  |
| 22  | 26  | 27  | 28  | 29  | 30  | 31  |     |

| Juni | Juni | Juni | Juni | Juni | Juni | Juni | Juni |
| Kw   | Mo   | Di   | Mi   | Do   | Fr   | Sa   | So   |
| ---- | ---- | ---- | ---- | ---- | ---- | ---- | ---- |
| 22   |      |      |      |      |      |      | 1    |
| 23   | 2    | 3    | 4    | 5    | 6    | 7    | 8    |
| 24   | 9    | 10   | 11   | 12   | 13   | 14   | 15   |
| 25   | 16   | 17   | 18   | 19   | 20   | 21   | 22   |
| 26   | 23   | 24   | 25   | 26   | 27   | 28   | 29   |
| 27   | 30   |      |      |      |      |      |      |

| Juli | Juli | Juli | Juli | Juli | Juli | Juli | Juli |
| Kw   | Mo   | Di   | Mi   | Do   | Fr   | Sa   | So   |
| ---- | ---- | ---- | ---- | ---- | ---- | ---- | ---- |
| 27   |      | 1    | 2    | 3    | 4    | 5    | 6    |
| 2    | 7    | 8    | 9    | 10   | 11   | 12   | 13   |
| 29   | 14   | 15   | 16   | 17   | 18   | 19   | 20   |
| 30   | 21   | 22   | 23   | 24   | 25   | 26   | 27   |
| 31   | 28   | 29   | 30   | 31   |      |      |      |

| August | August | August | August | August | August | August | August |
| Kw     | Mo     | Di     | Mi     | Do     | Fr     | Sa     | So     |
| ------ | ------ | ------ | ------ | ------ | ------ | ------ | ------ |
| 31     |        |        |        |        | 1      | 2      | 3      |
| 32     | 4      | 5      | 6      | 7      | 8      | 9      | 10     |
| 33     | 11     | 12     | 13     | 14     | 15     | 16     | 17     |
| 34     | 18     | 19     | 20     | 21     | 22     | 23     | 24     |
| 35     | 25     | 26     | 27     | 28     | 29     | 30     | 31     |

| September | September | September | September | September | September | September | September |
| Kw        | Mo        | Di        | Mi        | Do        | Fr        | Sa        | So        |
| --------- | --------- | --------- | --------- | --------- | --------- | --------- | --------- |
| 36        | 1         | 2         | 3         | 4         | 5         | 6         | 7         |
| 37        | 8         | 9         | 10        | 11        | 12        | 13        | 14        |
| 38        | 15        | 16        | 17        | 18        | 19        | 20        | 21        |
| 39        | 22        | 23        | 24        | 25        | 26        | 27        | 28        |
| 40        | 29        | 30        |           |           |           |           |           |

| Oktober | Oktober | Oktober | Oktober | Oktober | Oktober | Oktober | Oktober |
| Kw      | Mo      | Di      | Mi      | Do      | Fr      | Sa      | So      |
| ------- | ------- | ------- | ------- | ------- | ------- | ------- | ------- |
| 40      |         |         | 1       | 2       | 3       | 4       | 5       |
| 41      | 6       | 7       | 8       | 9       | 10      | 11      | 12      |
| 42      | 13      | 14      | 15      | 16      | 17      | 18      | 19      |
| 43      | 20      | 21      | 22      | 23      | 24      | 25      | 26      |
| 44      | 27      | 28      | 29      | 30      | 31      |         |         |

| November | November | November | November | November | November | November | November |
| Kw       | Mo       | Di       | Mi       | Do       | Fr       | Sa       | So       |
| -------- | -------- | -------- | -------- | -------- | -------- | -------- | -------- |
| 44       |          |          |          |          |          | 1        | 2        |
| 45       | 3        | 4        | 5        | 6        | 7        | 8        | 9        |
| 46       | 10       | 11       | 12       | 13       | 14       | 15       | 16       |
| 47       | 17       | 18       | 19       | 20       | 21       | 22       | 23       |
| 48       | 24       | 25       | 26       | 27       | 28       | 29       | 30       |

| Dezember | Dezember | Dezember | Dezember | Dezember | Dezember | Dezember | Dezember |
| Kw       | Mo       | Di       | Mi       | Do       | Fr       | Sa       | So       |
| -------- | -------- | -------- | -------- | -------- | -------- | -------- | -------- |
| 49       | 1        | 2        | 3        | 4        | 5        | 6        | 7        |
| 50       | 8        | 9        | 10       | 11       | 12       | 13       | 14       |
| 51       | 15       | 16       | 17       | 18       | 19       | 20       | 21       |
| 52       | 22       | 23       | 24       | 25       | 26       | 27       | 28       |
| 1        | 29       | 30       | 31       |          |          |          |          |

| Januar | Januar | Januar | Januar | Januar | Januar | Januar | Januar |
| Kw     | Mo     | Di     | Mi     | Do     | Fr     | Sa     | So     |
| ------ | ------ | ------ | ------ | ------ | ------ | ------ | ------ |
| 1      |        |        | 1      | 2      | 3      | 4      | 5      |
| 2      | 6      | 7      | 8      | 9      | 10     | 11     | 12     |
| 3      | 13     | 14     | 15     | 16     | 17     | 18     | 19     |
| 4      | 20     | 21     | 22     | 23     | 24     | 25     | 26     |
| 5      | 27     | 28     | 29     | 30     | 31     |        |        |

| Februar | Februar | Februar | Februar | Februar | Februar | Februar | Februar |
| Kw      | Mo      | Di      | Mi      | Do      | Fr      | Sa      | So      |
| ------- | ------- | ------- | ------- | ------- | ------- | ------- | ------- |
| 5       |         |         |         |         |         | 1       | 2       |
| 6       | 3       | 4       | 5       | 6       | 7       | 8       | 9       |
| 7       | 10      | 11      | 12      | 13      | 14      | 15      | 16      |
| 8       | 17      | 18      | 19      | 20      | 21      | 22      | 23      |
| 9       | 24      | 25      | 26      | 27      | 28      |         |         |

| März | März | März | März | März | März | März | März |
| Kw   | Mo   | Di   | Mi   | Do   | Fr   | Sa   | So   |
| ---- | ---- | ---- | ---- | ---- | ---- | ---- | ---- |
| 9    |      |      |      |      |      | 1    | 2    |
| 10   | 3    | 4    | 5    | 6    | 7    | 8    | 9    |
| 11   | 10   | 11   | 12   | 13   | 14   | 15   | 16   |
| 12   | 17   | 18   | 19   | 20   | 21   | 22   | 23   |
| 1    | 24   | 25   | 26   | 27   | 28   | 29   | 30   |
| 14   | 31   |      |      |      |      |      |      |

| April | April | April | April | April | April | April | April |
| Kw    | Mo    | Di    | Mi    | Do    | Fr    | Sa    | So    |
| ----- | ----- | ----- | ----- | ----- | ----- | ----- | ----- |
| 14    |       | 1     | 2     | 3     | 4     | 5     | 6     |
| 15    | 7     | 8     | 9     | 10    | 11    | 12    | 13    |
| 16    | 14    | 15    | 16    | 17    | 18    | 19    | 20    |
| 17    | 21    | 22    | 23    | 24    | 25    | 26    | 27    |
| 18    | 28    | 29    | 30    |       |       |       |       |

| Mai | Mai | Mai | Mai | Mai | Mai | Mai | Mai |
| Kw  | Mo  | Di  | Mi  | Do  | Fr  | Sa  | So  |
| --- | --- | --- | --- | --- | --- | --- | --- |
| 18  |     |     |     | 1   | 2   | 3   | 4   |
| 19  | 5   | 6   | 7   | 8   | 9   | 10  | 11  |
| 20  | 12  | 13  | 14  | 15  | 16  | 17  | 18  |
| 21  | 19  | 20  | 21  | 22  | 23  | 24  | 25  |
| 22  | 26  | 27  | 28  | 29  | 30  | 31  |     |

| Juni | Juni | Juni | Juni | Juni | Juni | Juni | Juni |
| Kw   | Mo   | Di   | Mi   | Do   | Fr   | Sa   | So   |
| ---- | ---- | ---- | ---- | ---- | ---- | ---- | ---- |
| 22   |      |      |      |      |      |      | 1    |
| 23   | 2    | 3    | 4    | 5    | 6    | 7    | 8    |
| 24   | 9    | 10   | 11   | 12   | 13   | 14   | 15   |
| 25   | 16   | 17   | 18   | 19   | 20   | 21   | 22   |
| 26   | 23   | 24   | 25   | 26   | 27   | 28   | 29   |
| 27   | 30   |      |      |      |      |      |      |

| Juli | Juli | Juli | Juli | Juli | Juli | Juli | Juli |
| Kw   | Mo   | Di   | Mi   | Do   | Fr   | Sa   | So   |
| ---- | ---- | ---- | ---- | ---- | ---- | ---- | ---- |
| 27   |      | 1    | 2    | 3    | 4    | 5    | 6    |
| 2    | 7    | 8    | 9    | 10   | 11   | 12   | 13   |
| 29   | 14   | 15   | 16   | 17   | 18   | 19   | 20   |
| 30   | 21   | 22   | 23   | 24   | 25   | 26   | 27   |
| 31   | 28   | 29   | 30   | 31   |      |      |      |

| August | August | August | August | August | August | August | August |
| Kw     | Mo     | Di     | Mi     | Do     | Fr     | Sa     | So     |
| ------ | ------ | ------ | ------ | ------ | ------ | ------ | ------ |
| 31     |        |        |        |        | 1      | 2      | 3      |
| 32     | 4      | 5      | 6      | 7      | 8      | 9      | 10     |
| 33     | 11     | 12     | 13     | 14     | 15     | 16     | 17     |
| 34     | 18     | 19     | 20     | 21     | 22     | 23     | 24     |
| 35     | 25     | 26     | 27     | 28     | 29     | 30     | 31     |

| September | September | September | September | September | September | September | September |
| Kw        | Mo        | Di        | Mi        | Do        | Fr        | Sa        | So        |
| --------- | --------- | --------- | --------- | --------- | --------- | --------- | --------- |
| 36        | 1         | 2         | 3         | 4         | 5         | 6         | 7         |
| 37        | 8         | 9         | 10        | 11        | 12        | 13        | 14        |
| 38        | 15        | 16        | 17        | 18        | 19        | 20        | 21        |
| 39        | 22        | 23        | 24        | 25        | 26        | 27        | 28        |
| 40        | 29        | 30        |           |           |           |           |           |

| Oktober | Oktober | Oktober | Oktober | Oktober | Oktober | Oktober | Oktober |
| Kw      | Mo      | Di      | Mi      | Do      | Fr      | Sa      | So      |
| ------- | ------- | ------- | ------- | ------- | ------- | ------- | ------- |
| 40      |         |         | 1       | 2       | 3       | 4       | 5       |
| 41      | 6       | 7       | 8       | 9       | 10      | 11      | 12      |
| 42      | 13      | 14      | 15      | 16      | 17      | 18      | 19      |
| 43      | 20      | 21      | 22      | 23      | 24      | 25      | 26      |
| 44      | 27      | 28      | 29      | 30      | 31      |         |         |

| November | November | November | November | November | November | November | November |
| Kw       | Mo       | Di       | Mi       | Do       | Fr       | Sa       | So       |
| -------- | -------- | -------- | -------- | -------- | -------- | -------- | -------- |
| 44       |          |          |          |          |          | 1        | 2        |
| 45       | 3        | 4        | 5        | 6        | 7        | 8        | 9        |
| 46       | 10       | 11       | 12       | 13       | 14       | 15       | 16       |
| 47       | 17       | 18       | 19       | 20       | 21       | 22       | 23       |
| 48       | 24       | 25       | 26       | 27       | 28       | 29       | 30       |

| Dezember | Dezember | Dezember | Dezember | Dezember | Dezember | Dezember | Dezember |
| Kw       | Mo       | Di       | Mi       | Do       | Fr       | Sa       | So       |
| -------- | -------- | -------- | -------- | -------- | -------- | -------- | -------- |
| 49       | 1        | 2        | 3        | 4        | 5        | 6        | 7        |
| 50       | 8        | 9        | 10       | 11       | 12       | 13       | 14       |
| 51       | 15       | 16       | 17       | 18       | 19       | 20       | 21       |
| 52       | 22       | 23       | 24       | 25       | 26       | 27       | 28       |
| 1        | 29       | 30       | 31       |          |          |          |          |

## Ereignisse

### Politik und Weltgeschehen

#### Heiliges Römisches Reich

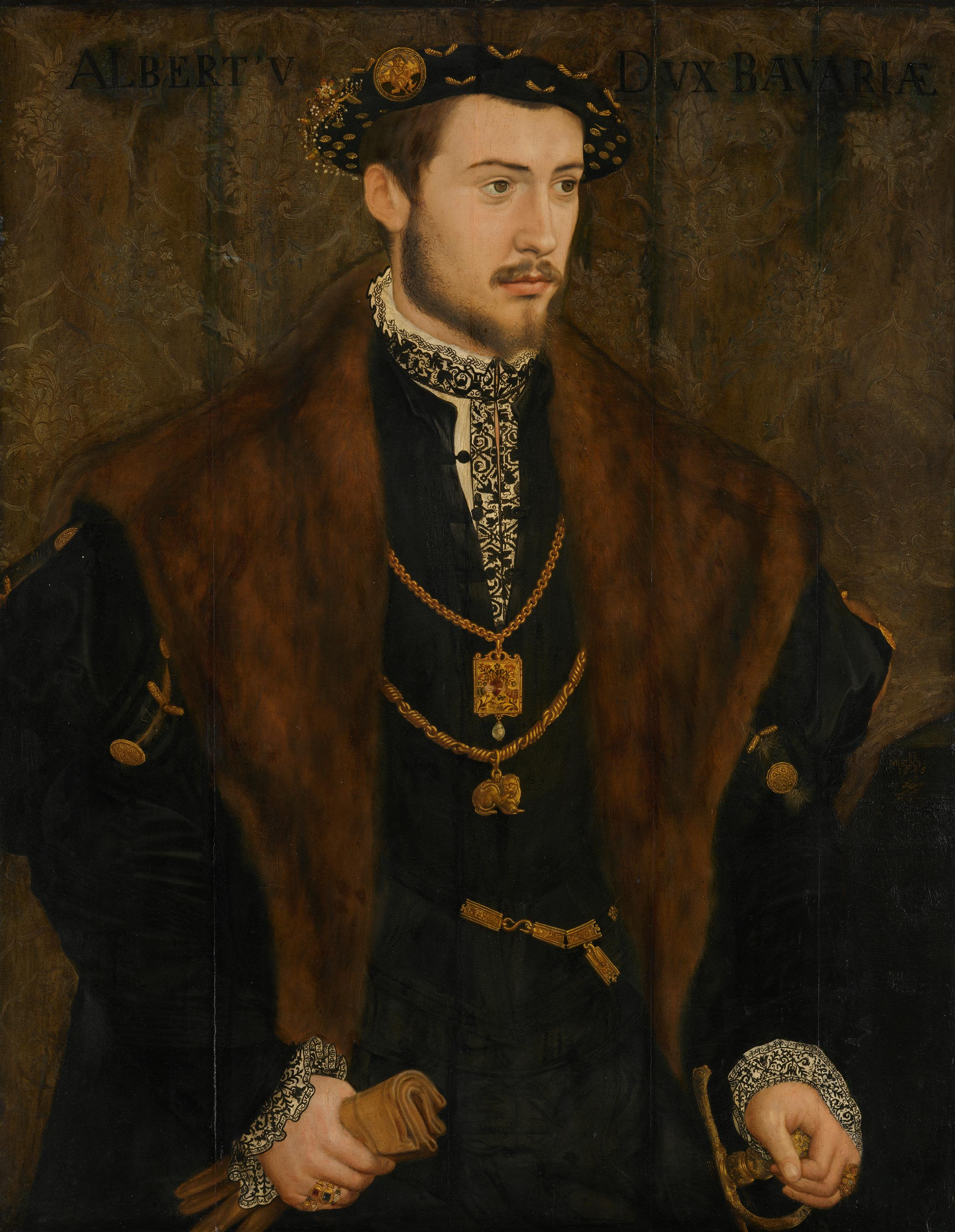
Albrecht V. von Bayern

- 7. März: Herzog Wilhelm IV. von Bayern stirbt. Nachfolger wird sein Sohn Albrecht V. Der katholisch erzogene Fürst beruft den Protestanten Pankraz von Freyberg zu Hohenaschau an seinen Hof.
- 4. Oktober: Kurfürst Moritz von Sachsen beginnt mit der Belagerung der in die Reichsacht erklärten Stadt Magdeburg, welche die Annahme des Augsburger Interims verweigert.
- 6. November: Nach dem Tod von Ulrich, dem ersten protestantischen württembergischen Herzog, wird sein Sohn Christoph Herzog von Württemberg.
- Der Kaiser Karl V. beruft einen Reichstag zu Augsburg ein, welcher sich bis ins Jahr 1551 hinein erstrecken wird.

#### Skandinavien
- 12. Juni: Der schwedische König Gustav I. Wasa gründet an der Mündung des Flusses Helsinge å die Stadt Helsingfors, die lange Zeit eine unbedeutende Kleinstadt im schwedisch beherrschten Finnland bleibt. Die Gründung erfolgt vor allem, um mit dem auf der anderen Seite der Meeresbucht gelegenen Reval wirtschaftlich Schritt halten zu können. Der Name Helsinki leitet sich wahrscheinlich von der schwedischen Landschaft Hälsingland ab, aus der Neusiedler der Stadt kommen. Die ersten Bewohner der Stadt stammen aber auch aus dem nahen Porvoo, Ekenäs und Rauma. Der städtischen Bourgeoisie von Ulvsby wird befohlen, in die neue Stadt überzusiedeln. Die Siedler werden teilweise durch Überzeugung und teilweise durch offene Gewalt umgesiedelt, um eine ausreichende Bevölkerungsgrundlage der neuen Stadt aufzubauen. Das Gebiet, in der diese frühe Ansiedlung Helsinkis liegt, heißt heute noch Vanhakaupunki („Altstadt“).

#### Asien

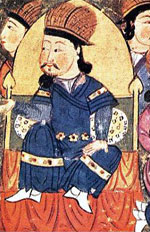
Altan Khan

- Der mongolische Fürst Altan Khan führt einen Feldzug gegen die Ming-Dynastie in China und belagert Peking.
- Nachdem König Tabinshwehti von Hofangehörigen der Mon in Pegu ermordet worden ist, kämpft sein Nachfolger Bayinnaung um die Wiedererrichtung des Zweiten Birmanischen Reichs.

#### Amerika
- 6. Januar: Die Stadt Valledupar im heutigen Kolumbien wird von Hernando Santana und Juan de Castellanos gegründet.

### Wissenschaft und Technik
- Die Historia ecclesiastica gentis Anglorum (Kirchengeschichte des englischen Volkes) des Beda Venerabilis aus dem 8. Jahrhundert erscheint erstmals komplett in Druck.
- Der Kunsthistoriker Giorgio Vasari veröffentlicht die erste Auflage seiner Lebensbeschreibungen herausragender Künstler Le Vite de' più eccellenti pittori scultori ed architettori.
- Der französische Grammatiker Louis Meigret veröffentlicht die Trętté de la grammęre françoęze, eine französische Grammatik komplett in von ihm selbst reformierter Orthographie. Das Werk löst massive Auseinandersetzungen und Polemiken aus.
- Auf Basis der neuen Landesordnung aus dem Jahr 1543 des sächsischen Herzogs Moritz wird die dritte sächsische Landesschule gegründet, das heutige Gymnasium St. Augustin zu Grimma. Die Wahl ist auf diesen Standort gefallen, weil der Bischof von Merseburg die Schulgründung in seiner Stadt jahrelang hartnäckig verweigert hat.

### Kultur

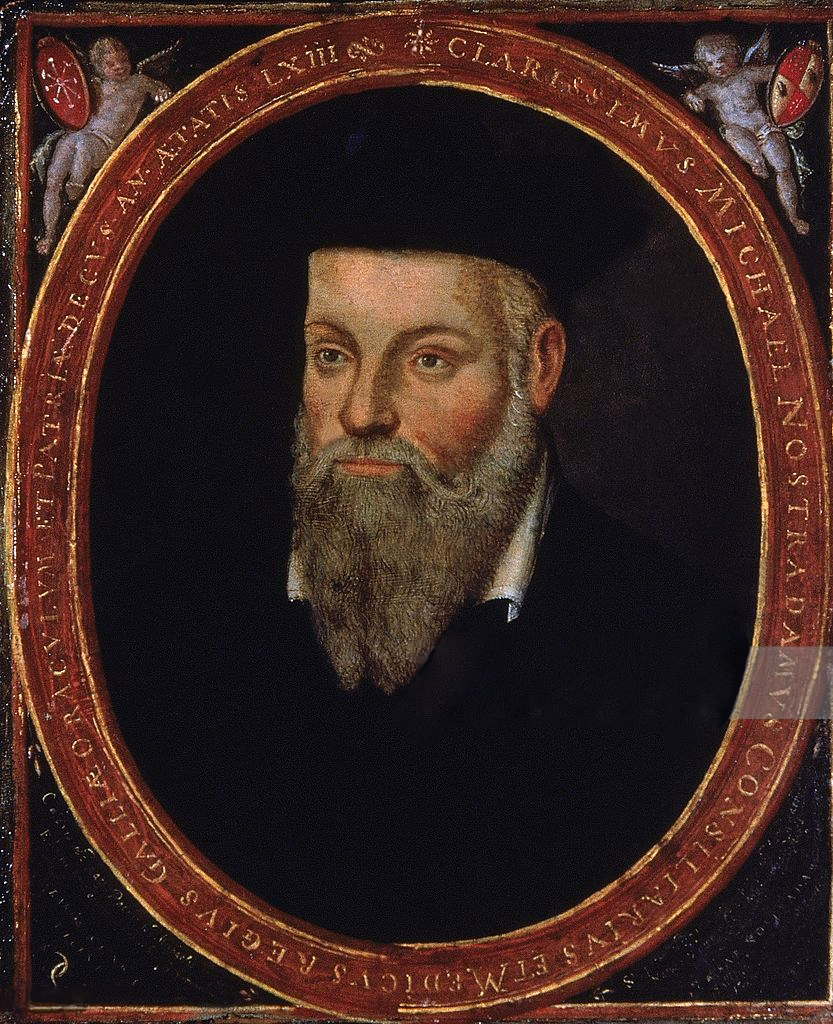
Michel de Nostredame, Porträt von seinem Sohn César de Nostredame

- Der französische Apotheker Nostradamus beginnt mit der Veröffentlichung von jährlichen Almanachen, in denen die ersten Prophezeiungen für das jeweilige Jahr abgedruckt werden.
- Das erste Buch in slowenischer Sprache wird in Tübingen gedruckt.
- Herzog Cosimo I. de’ Medici lässt die Villa Medici La Topaia auf Basis eines älteren Gebäudes errichten.
- Giorgio Vasari veröffentlicht die erste Ausgabe seiner Künstlerbiographien Le Vite de’ più eccellenti architetti, pittori, et scultori italiani, da Cimabue infino a’ tempi nostri: descritte in lingua toscana da Giorgio Vasari, pittore arentino – Con una sua utile et necessaria introduzione a le arti loro.
- ab 1550: Die Mode der Pluderhose wird in Europa zur Kniebundhose verkürzt.
- um 1550: In Japan beginnt unter dem Einfluss von portugiesischen christlichen Missionaren die Zeit der Namban-Kunst.
- um 1550: Im Schachspiel entwickelt sich in Europa aus dem Königssprung die Rochade.

### Religion
Nach 71-tägigem Konklave wird am 7. Februar Giovanni Maria Ciocchi del Monte als Kompromisskandidat zum Nachfolger des im Vorjahr verstorbenen Paul III. gewählt. Der neue Papst nimmt den Namen Julius III. an. Sein Pontifikat steht stark im Zeichen des Nepotismus. So erhebt er in seinem ersten Konsistorium vom 30. März seinen Adoptivneffen Innocenzo Ciocchi del Monte zum Kardinal.
- In Valladolid findet der Gelehrtenstreit, die sogenannte Disputation von Valladolid zwischen dem spanischen Hofchronisten Juan Ginés de Sepúlveda und dem Dominikaner Bartolomé de Las Casas über die Frage statt, ob die indigenen Völker der Neuen Welt eine Seele haben.

## Historische Karten und Ansichten

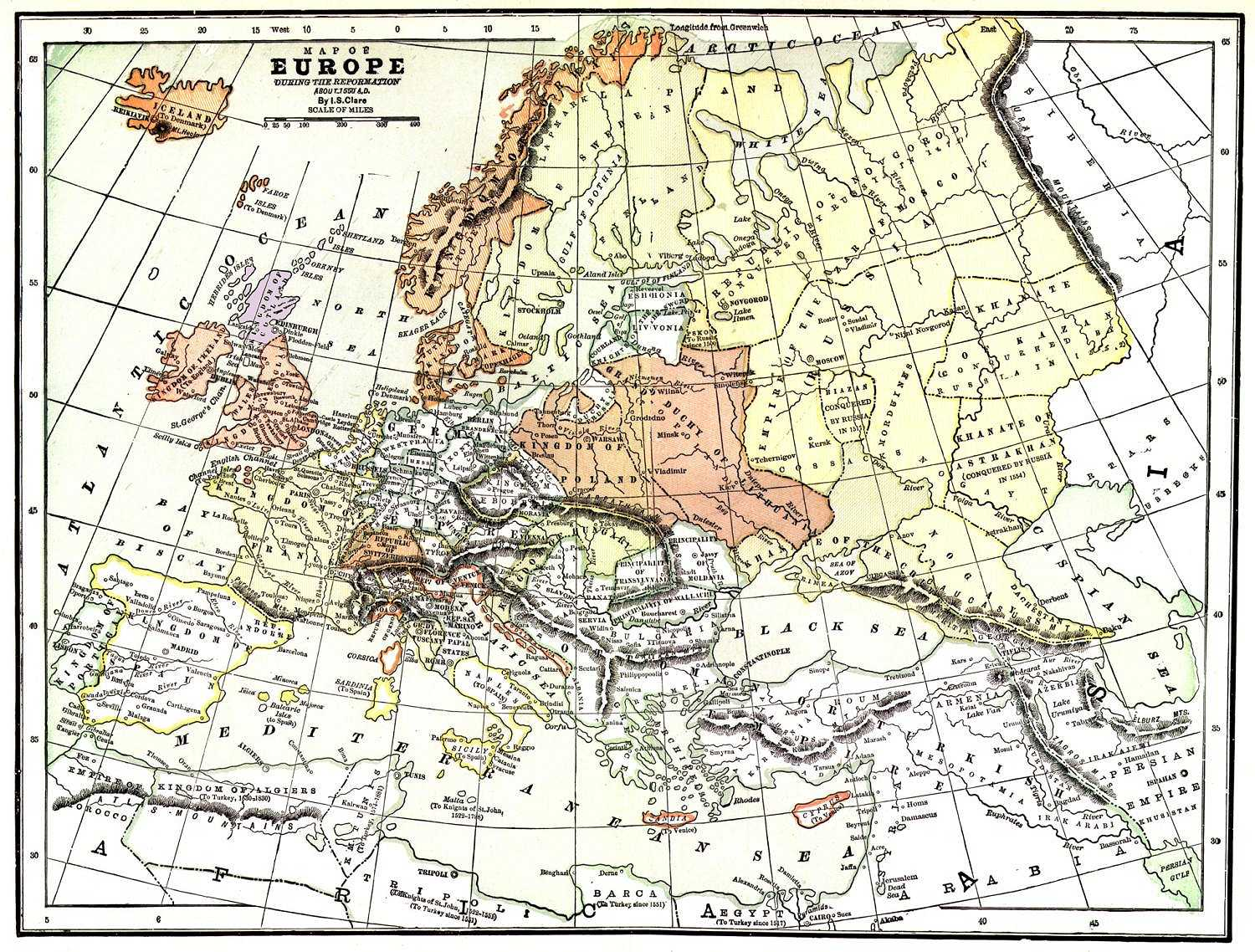
Europa 1550

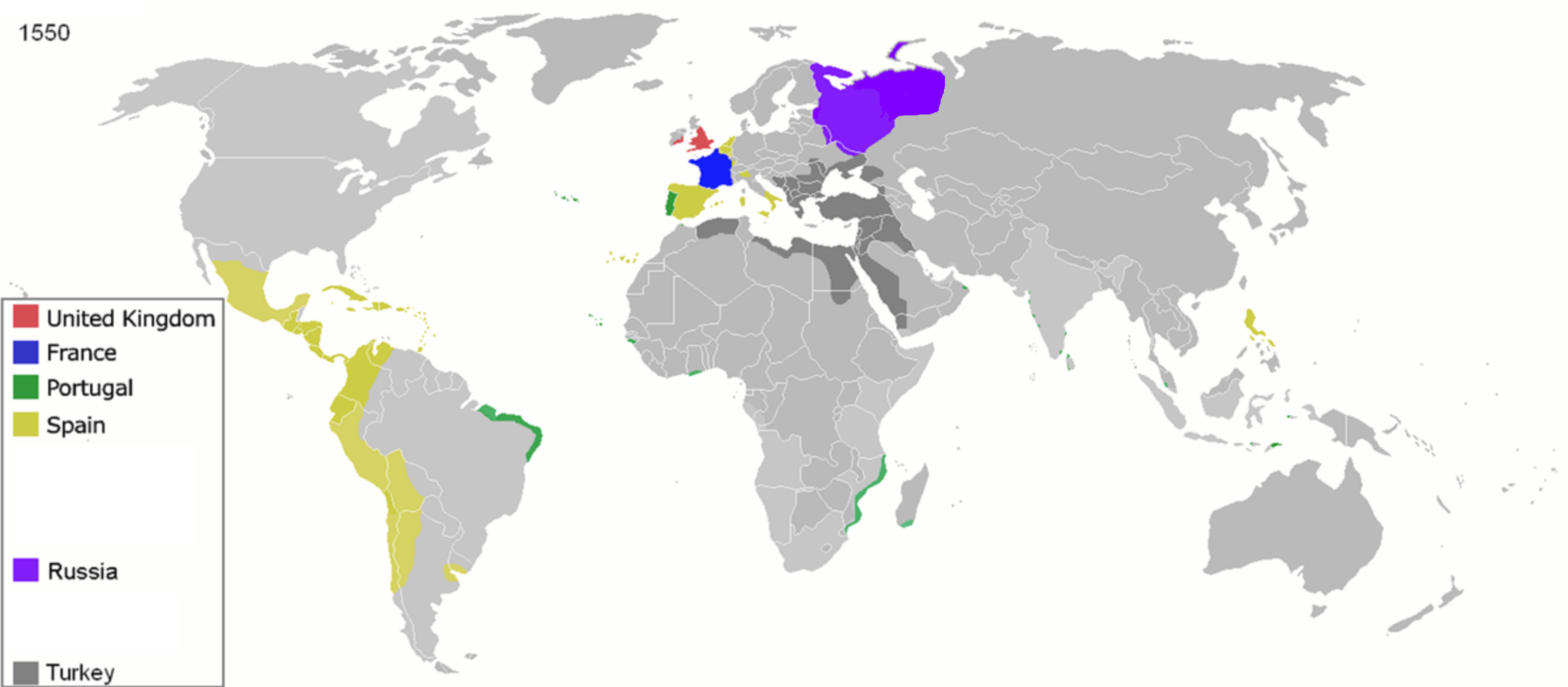
Kolonisierung der Welt durch Europa 1550

## Geboren

### Erstes Halbjahr
- 30. Januar: Giorgio Basta, kaiserlicher Generalfeldmarschall und Hofrat († 1607)

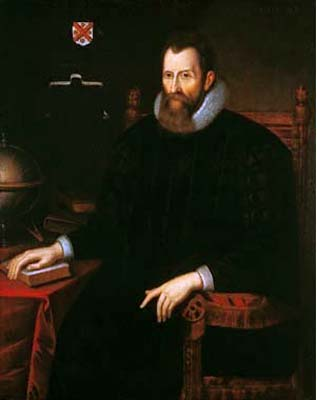
John Napier

- 1. Februar: John Napier, schottischer Denker und Mathematiker († 1617)
- 13. Februar: Andreas Ryff, Schweizer Kaufmann und Staatsmann († 1603)
- 17. Februar: Philipp, Graf zu Hohenlohe-Neuenstein, General der Aufständischen im Achtzigjährigen Krieg († 1606)
- 22. Februar: Karl von Arenberg, Graf von Arenberg († 1616)
- 25. Februar: Daniel Sudermann, deutscher Theologe und Kirchenlieddichter
- 2. April: Wilhelm Zepper, reformierter Theologe († 1607)
- 12. April: Edward de Vere, 17. Earl of Oxford, englischer Adeliger, Lord Great Chamberlain am Hofe Elisabeths I., möglicher Urheber von Shakespeares Werken († 1604)
- 8. Mai: Johann I., Pfalzgraf und Herzog von Pfalz-Zweibrücken († 1604)
- 25. Mai: Kamillus von Lellis, italienischer Ordensgründer und Heiliger († 1614)
- 26. Mai: Fabian I. von Dohna, Feldobrist und Söldnerführer, Hofmarschall und Abgesandter († 1621)
- 16. Juni: Marie Eleonore von Jülich-Kleve-Berg, Herzogin von Preußen († 1608)

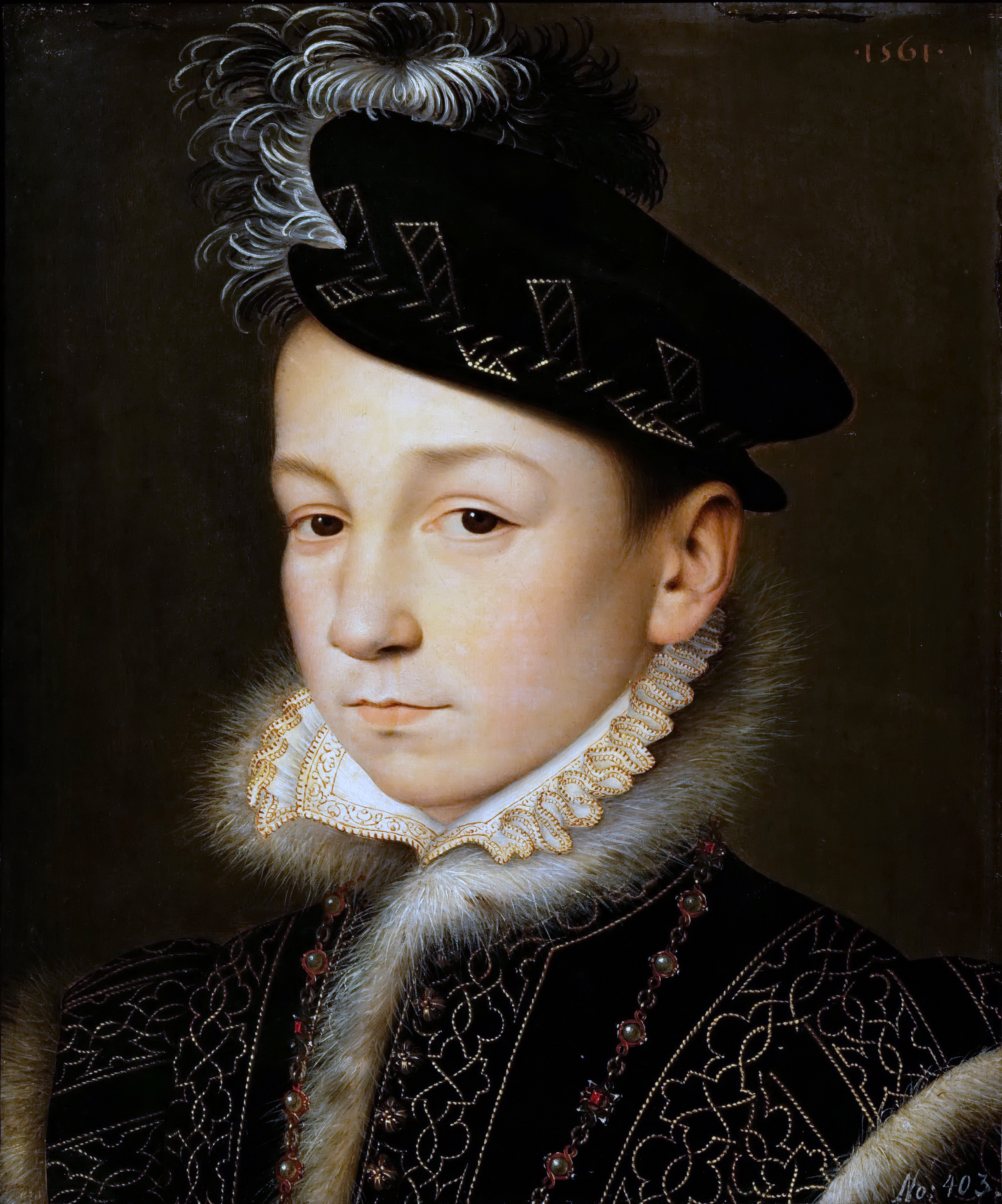
Karl IX. mit 11 Jahren

- 27. Juni: Karl IX., König von Frankreich († 1574)

### Zweites Halbjahr
- 16. Juli: Matthia Ferrabosco, italienischer Komponist († 1616)
- 31. Juli: Jacobus Gallus, Komponist und Sänger († 1591)
- 5. September: Anton, Graf von Ortenburg († 1573)
- 8. September:  Anton II., Graf von Delmenhorst († 1619)
- 10. September: Alonso Pérez de Guzmán, Herzog von Medina-Sidonia, Befehlshaber der Spanischen Armada († 1615)
- 29. September: Joachim Friedrich, Herzog von Brieg, Wohlau, Ohlau und Liegnitz († 1602)
- 30. September: Michael Maestlin, deutscher Mathematiker und Astronom († 1631)
- 2. Oktober: Rodolfo Acquaviva, italienischer Jesuit und Missionar († 1583)
- 4. Oktober: Karl IX., Reichsverweser, später König von Schweden († 1611)
- 15. Oktober: Heinrich von Nassau-Dillenburg, Bruder von Wilhelm I. von Oranien († 1574)
- 23. Oktober: Maria Andreae, deutsche Apothekerin, Armen- und Krankenpflegerin, Hofapothekerin in Stuttgart († 1632)
- 28. Oktober: Stanislaus Kostka, Heiliger der katholischen Kirche († 1568)
- Oktober: John Davis, englischer Entdecker († 1605)
- 21. Dezember: Ägidius Hunnius der Ältere, deutscher lutherischer Theologe († 1603)
- 31. Dezember: Henri de Guise, französischer Heerführer († 1588)

### Genaues Geburtsdatum unbekannt
- François d’Amboise, französischer Schriftsteller († 1619)
- Emilio de’ Cavalieri, italienischer Komponist, Organist, Diplomat, Choreograf und Tänzer († 1602)
- Magdalena Nägeli, Schweizer Patrizierin in Bern (getauft 17. Februar 1550; † 1628)
- Safiye, Frau des osmanischen Sultans Murat III., Regentin im Zuge der sogenannten Weiberherrschaft († 1618)

### Geboren um 1550
- Willem Barents, niederländischer Seefahrer († 1597)
- Henry Barrowe, englischer Puritaner († 1593)
- Giovanni Battista Bovicelli, italienischer Franziskaner, Komponist, Sänger, Musiktheoretiker († um 1594)
- Henning Brabandt, deutscher Jurist, Bürgerhauptmann und herzoglicher Hofprokurator († 1604)
- Robert Browne, Gründer der englischen puritanischen Separatisten († 1633)
- Levin Buchius, deutscher Rechtsgelehrter († 1613)

## Gestorben

### Todesdatum gesichert
- 12. Januar: Andrea Alciato, italienischer Jurist und Humanist (* 1492)
- 15. Januar: Philipp Schenk zu Schweinsberg, Fürstabt von Fulda (* vor 1497)
- 19. Januar: Johann Lersner, deutscher Rechtswissenschaftler, Richter und Hochschullehrer (* 1512)
- 28. Januar: Magnus III., Herzog zu Mecklenburg und Administrator des Bistums Schwerin (* 1509)
- 2. Februar: Francis Bryan, englischer Adeliger, Diplomat und Günstling von Heinrich VIII. von England (* um 1490)

Eleonora di Mantova
Tizian, 1538 (Galleria degli Uffizi)

- 13. Februar: Eleonora Gonzaga della Rovere, Herzogin von Urbino (* 1493)
- 17. Februar: Marcantonio Flaminio, italienischer Philosoph, Dichter und Schriftsteller (* 1498)
- 20. Februar: Thomas Burgh, 1. Baron Burgh, englischer Adeliger und Politiker (* um 1488)
- 21. Februar: Francesco III. Gonzaga, ältester Sohn des Herzogs Federico II. (* 1533)
- 7. März: Wilhelm IV., Herzog von Bayern (* 1493)
- 22. März: Stephan Wild, deutscher Mediziner (* 1495)
- 31. März: Barbara von Rottal, mährische Adelige, möglicherweise außereheliche Tochter von Kaiser Maximilian I. (* 1500/01)
- 12. April: Claude de Lorraine, erster Herzog von Guise (* 1496)
- 13. April: Johann von Malentein, Bischof von Seckau
- 17. Mai: Johann Albrecht von Brandenburg-Ansbach-Kulmbach, Erzbischof von Magdeburg und Bischof von Halberstadt (* 1499)
- 18. Mai: Jean de Lorraine, Erzbischof von Reims, Lyon und Narbonne (* 1498)
- 20. Mai: Ashikaga Yoshiharu, japanischer Shōgun (* 1511)
- 13. Juni: Veronica Gambara, italienische Dichterin (* 1485)
- 13. Juni: Johann Spangenberg, deutscher evangelischer Theologe und Reformator (* 1484)
- 18. Juli: Johannes Blasius, Schweizer evangelischer Pfarrer und Reformator (* 1490)
- 30. Juli: Thomas Wriothesley, 1. Earl of Southampton, englischer Adeliger  (* 1505)
- 4. August: Pedro Machuca, spanischer Maler und Architekt (* um 1490)
- 7. September: Niccolò Tribolo, italienischer Bildhauer, Architekt und Gartengestalter (* um 1500)
- 8. September: Hans Vischer, deutscher Bildhauer und Erzgießer (* um 1489)
- 15. September: Jodok Mörlin, deutscher Reformator und Professor für Philosophie (* um 1490)
- 23. September: Innocenzo Cibo, italienischer Kardinal (* 1491)
- 25. September: Georg von Blumenthal, Bischof von Lebus und Ratzeburg (* 1490)
- 11. Oktober: Georg Pencz, deutscher Maler, Zeichner und Kupferstecher (* 1500/1502)
- 23. Oktober: Tiedemann Giese, Bischof von Kulm und Bischof von Ermland (* 1480)
- 26. Oktober: Ferdinand, Herzog von Kalabrien (* 1488)
- 6. November: Ulrich, Herzog von Württemberg (* 1487)
- 5. Dezember: Lorenz Fries, Würzburger fürstbischöflicher Rat, Historiker und Chronist (* 1489)
- 6. Dezember: Pieter Coecke van Aelst, flämischer Maler (* 1502)
- 20. Dezember: Matthias Greitter, Kantor und Komponist (* um 1495)

### Genaues Todesdatum unbekannt
- Diana di Cordona, italienische Kurtisane und Mätresse des polnischen Königs Sigismund II. August (* 1499)
- Ixtlilxochitl II., Herrscher der mesoamerikanischen Stadt Texcoco (* 1500)